# Eccellenza Lazio 1997-1998
Il campionato italiano di calcio di Eccellenza regionale 1997-1998 è stato il settimo organizzato in Italia. Rappresenta il sesto livello del calcio italiano. Il campionato si è concluso con la vittoria del Fregene per il girone A e de La Setina Sezze per il girone B, entrambi al loro primo titolo.
Tutte le squadre iscritte al campionato di Eccellenza, assieme a quelle del campionato di Promozione, hanno diritto a partecipare alla Coppa Italia Dilettanti Lazio.

## Stagione

### Aggiornamenti
- Il Rofit Teknoprogetti Cassino, società appena promossa dalla Promozione, cambia la denominazione in A.S. Cassino, tuttavia non si pone in continuità con il Policassino rimanendo una società distinta.
- Il Formia, retrocesso in Promozione la stagione precedente, acquisisce il titolo dell'Atletico Latina e si iscrive al campionato con il nome di Atletico Formia.
- Il Monterotondo Scalo cambia denominazione in Villanova MRS.

Di seguito la composizione dei gironi fornita dal Comitato Regionale Lazio

## Girone A

### Squadre partecipanti
| Club                | Città (provincia)                     | Stagione precedente                                                |
| ------------------- | ------------------------------------- | ------------------------------------------------------------------ |
| Acilia              | Acilia (RM)                           | 9º posto in Eccellenza Lazio, Girone A                             |
| Civita Castellana   | Civita Castellana (VT)                | 15º posto in Campionato Nazionale Dilettanti, Girone F, retrocesso |
| Fortitudo Nepi      | Nepi (RM)                             | 8º posto in Eccellenza Lazio, Girone A                             |
| Fregene             | Fregene di Fiumicino (RM)             | 3º posto in Eccellenza Lazio, Girone A                             |
| Maremmana           | Montalto di Castro (VT)               | 10º posto in Eccellenza Lazio, Girone A                            |
| Montespaccato       | Roma                                  | 10º posto in Eccellenza Lazio, Girone B                            |
| Ostia Mare          | Ostia di Roma                         | 1º posto in Promozione Lazio, Girone A, promosso                   |
| Sabinia             | Poggio Mirteto (RI)                   | 1º posto in Promozione Lazio, Girone B, promosso                   |
| Santa Marinella     | Santa Marinella (RM)                  | 12º posto in Eccellenza Lazio, Girone A                            |
| Sorianese           | Soriano nel Cimino (VT)               | 6º posto in Eccellenza Lazio, Girone A                             |
| Spes Montesacro     | Roma                                  | 5º posto in Eccellenza Lazio, Girone B                             |
| Tarquinia           | Tarquinia (VT)                        | 2º posto in Promozione Lazio, Girone A, ammesso                    |
| Tivoli              | Tivoli (RM)                           | 5º posto in Eccellenza Lazio, Girone A                             |
| Vigor Acquapendente | Acquapendente (VT)                    | 11º posto in Eccellenza Lazio, Girone A                            |
| Villalba Ocres Moca | Villalba di Guidonia (RM)             | 4º posto in Eccellenza Lazio, Girone A                             |
| Villanova MRS       | Villanova di Guidonia Montecelio (RM) | 7º posto in Eccellenza Lazio, Girone A                             |

### Classifica finale
Fonte:
|  | Pos. | Squadra             | Pt | G  | V  | N  | P  | GF | GS | DR  |
|  | ---- | ------------------- | -- | -- | -- | -- | -- | -- | -- | --- |
|  | 1.   | Fregene             | 58 | 30 | 17 | 7  | 6  | 39 | 15 | +24 |
|  | 2.   | Tivoli              | 58 | 30 | 17 | 7  | 6  | 44 | 22 | +22 |
|  | 3.   | Villalba Ocres Moca | 57 | 30 | 16 | 9  | 5  | 36 | 14 | +22 |
|  | 4.   | Maremmana           | 55 | 30 | 17 | 4  | 9  | 47 | 30 | +17 |
|  | 5.   | Santa Marinella     | 43 | 30 | 10 | 13 | 7  | 36 | 38 | -2  |
|  | 6.   | Sorianese           | 42 | 30 | 11 | 9  | 10 | 29 | 32 | -3  |
|  | 7.   | Fortitudo Nepi      | 38 | 30 | 10 | 8  | 12 | 27 | 26 | +1  |
|  | 8.   | Acilia              | 38 | 30 | 10 | 8  | 12 | 33 | 36 | -3  |
|  | 9.   | Tarquinia           | 38 | 30 | 10 | 8  | 12 | 26 | 32 | -6  |
|  | 10.  | Montespaccato       | 37 | 30 | 9  | 10 | 11 | 31 | 30 | +1  |
|  | 11.  | Civita Castellana   | 37 | 30 | 9  | 10 | 11 | 28 | 30 | -2  |
|  | 12.  | Ostia Mare          | 37 | 30 | 9  | 10 | 11 | 29 | 33 | -4  |
|  | 13.  | Sabinia             | 37 | 30 | 10 | 7  | 13 | 24 | 31 | -7  |
|  | 14.  | Spes Montesacro     | 36 | 30 | 9  | 9  | 12 | 28 | 34 | -6  |
|  | 15.  | Vigor Acquapendente | 22 | 30 | 5  | 7  | 18 | 17 | 47 | -30 |
|  | 16.  | Villanova MRS       | 21 | 30 | 5  | 6  | 19 | 22 | 41 | -19 |

Legenda:
      Promossa nel Campionato Nazionale Dilettanti 1998-1999.
      Ammessa ai Play-off nazionali.
      Retrocesse in Promozione Lazio 1998-1999.
Regolamento:
Tre punti a vittoria, uno a pareggio, zero a sconfitta.
Note:
Il Tivoli promosso dopo aver vinto i Play-off nazionali.

### Spareggi

#### Spareggio promozione Serie D
|         | Risultati |        | Luogo e data   |
| ------- | --------- | ------ | -------------- |
| Fregene | 3-1       | Tivoli | Roma, ??? 1998 |
|         |           |        |                |

## Girone B

### Squadre partecipanti
| Club                   | Città (provincia)                 | Stagione precedente                                                |
| ---------------------- | --------------------------------- | ------------------------------------------------------------------ |
| Anziolavinio           | Anzio (RM)                        | 4º posto in Eccellenza Lazio, Girone B                             |
| Atletico Formia        | Formia (LT)                       | -                                                                  |
| A.S. Cassino           | Cassino (FR)                      | 1º posto in Promozione Lazio, Girone D, promosso                   |
| Ciampino               | Ciampino (RM)                     | 13º posto in Eccellenza Lazio, Girone B                            |
| Collatino              | Roma                              | 13º posto in Eccellenza Lazio, Girone A                            |
| Ferentino              | Ferentino (FR)                    | 15º posto in Campionato Nazionale Dilettanti, Girone G, retrocesso |
| La Setina Sezze        | Sezze (LT)                        | 2º posto in Promozione Lazio, Girone C, ammesso                    |
| LVPA Frascati          | Frascati (RM)                     | 2º posto in Promozione Lazio, Girone D, ammesso                    |
| Macir Cisterna         | Cisterna di Latina (LT)           | 12º posto in Eccellenza Lazio, Girone B                            |
| Morolo                 | Morolo (FR)                       | 6º posto in Eccellenza Lazio, Girone B                             |
| Palestrina             | Palestrina (RM)                   | 11º posto in Eccellenza Lazio, Girone B                            |
| Pavona Castel Gandolfo | Pavona (RM), Castel Gandolfo (RM) | 8º posto in Eccellenza Lazio, Girone B                             |
| Pomezia                | Pomezia (RM)                      | 2º posto in Eccellenza Lazio, Girone B                             |
| Scauri Minturno        | Minturno (LT)                     | 7º posto in Eccellenza Lazio, Girone B                             |
| Vis Sezze              | Sezze (LT)                        | 1º posto in Promozione Lazio, Girone C, promosso                   |
| VJS Velletri           | Velletri (RM)                     | 3º posto in Eccellenza Lazio, Girone B                             |

### Classifica finale
Fonte:
|  | Pos. | Squadra                | Pt | G  | V  | N  | P  | GF | GS | DR  |
|  | ---- | ---------------------- | -- | -- | -- | -- | -- | -- | -- | --- |
|  | 1.   | La Setina Sezze        | 58 | 30 | 16 | 10 | 4  | 51 | 26 | +25 |
|  | 2.   | Atletico Formia        | 53 | 30 | 15 | 8  | 7  | 44 | 24 | +20 |
|  | 3.   | Ferentino              | 50 | 30 | 13 | 11 | 6  | 51 | 29 | +22 |
|  | 4.   | A.S. Cassino           | 48 | 30 | 12 | 12 | 6  | 30 | 23 | +7  |
|  | 5.   | Vis Sezze              | 47 | 30 | 13 | 8  | 9  | 34 | 25 | +9  |
|  | 6.   | Pavona Castel Gandolfo | 42 | 30 | 11 | 9  | 10 | 31 | 22 | +9  |
|  | 7.   | Scauri Minturno        | 42 | 30 | 11 | 9  | 10 | 26 | 27 | -1  |
|  | 8.   | Ciampino               | 40 | 30 | 10 | 10 | 10 | 22 | 27 | -5  |
|  | 9.   | VJS Velletri           | 39 | 30 | 9  | 12 | 9  | 27 | 32 | -5  |
|  | 10.  | LVPA Frascati          | 38 | 30 | 10 | 8  | 12 | 36 | 43 | -7  |
|  | 11.  | Collatino              | 37 | 30 | 10 | 7  | 13 | 38 | 40 | -2  |
|  | 12.  | Morolo                 | 35 | 30 | 8  | 11 | 11 | 32 | 37 | -5  |
|  | 13.  | Pomezia                | 35 | 30 | 9  | 8  | 13 | 28 | 41 | -13 |
|  | 14.  | Anziolavinio           | 32 | 30 | 8  | 8  | 14 | 28 | 35 | -7  |
|  | 15.  | Palestrina             | 29 | 30 | 7  | 8  | 15 | 14 | 35 | -21 |
|  | 16.  | Macir Cisterna         | 22 | 30 | 5  | 7  | 18 | 21 | 47 | -26 |

Legenda:
      Promossa nel Campionato Nazionale Dilettanti 1998-1999.
      Ammessa ai Play-off nazionali.
      Retrocesse in Promozione Lazio 1998-1999.
Regolamento:
Tre punti a vittoria, uno a pareggio, zero a sconfitta.